# 玫瑰聖母堂 (澳門)

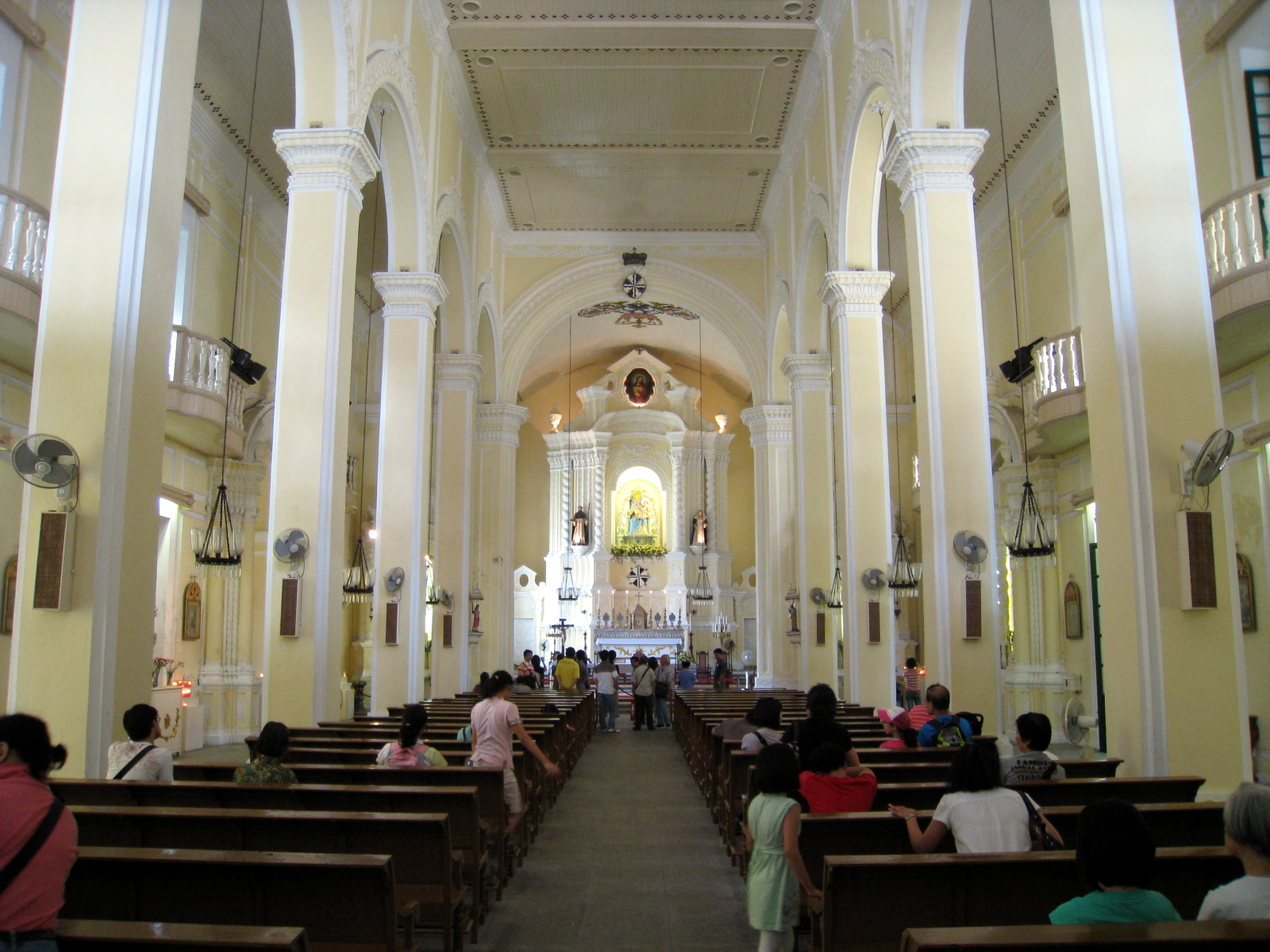
玫瑰聖母堂內部，中間為主祭壇。

玫瑰聖母堂（葡萄牙語：Igreja de São Domingos，直譯為聖多明我堂），由天主教澳門教區管理。位於澳門的市中心，建立於1587年，至今已有400多年歷史。

## 歷史
1587年，由西班牙聖多明我會所建，奉玫瑰聖母（Our Lady of the Rosary）為主保，次年由該會的葡萄牙教士所接管。由於起初只由木板搭建，故被華人稱為“板樟堂”，直至17世紀方改為磚石的結構。1874年曾因火災而焚毀，當年重建後則成現在的規模。
1990年代及在2006年進行大規模的重修。聖堂旁的鐘樓改建為聖物寶庫，展出澳門教區的文物；而現在此為澳門歷史城區的一部份；不少在澳畫家曾經對其進行描繪。

## 節慶活動
1929年，天主教澳門教區主敎批准把花地瑪聖母像供奉在玫瑰聖母堂中，讓信徒敬奉。每年的5月13日前，玫瑰聖母堂會舉行九日敬禮；13日當天下午，更會舉行盛大的聖像巡遊，是本澳所餘不多的天主敎節日活動，極具特色。巡遊於下午六時開始，先在玫瑰聖母堂內舉行奉獻典禮、聖體降福及葡語彌撒，隨後將花地瑪聖母聖像移入一座轎內，由身穿白衣、頭戴白紗的聖母元后團女團員抬着，以玫瑰聖母堂為起點，抬聖母像遊行，沿途誦念玫瑰經，歌唱聖詩，經南灣及西灣往西望洋聖堂前地進行聖體降福。值得留意的是，遊行隊伍的尾端會跟着三個牧童打扮的小孩，以紀念當年花地瑪聖母向三牧童顯靈的奇蹟。這條路線是現存聖像出巡活動中最長的，因此當到達主敎山時，已是黃昏日落時份，巡遊隊伍手持蠟燭遊行於山上，宛似一條火龍，場面旣壯觀，又肅穆，充滿了宗敎氣氛。

## 建築特色
教堂的正面上方刻有多明我會的徽號。正面上下共分三層，每層都被不同款式的圓柱分隔出門窗位置，頂部則為三角楣，是十七世紀教堂的豪華風格。而內部則由一高高闊的主殿及兩個側堂所組成，主殿和側堂由幾個圓拱門隔開，而主祭台和主殿之間也有一圓拱分隔，小祭壇則設於側殿。

## 彌撒及禮儀時間

### 彌撒
- 星期六提前主日彌撒：下午5:30（葡語）

## 外部連結
- 天主教澳門教區 （页面存档备份，存于）
- OpenStreetMap上有關玫瑰聖母堂 (澳門)的地理